# Dichrorampha proxima
Dichrorampha proxima is een vlinder uit de familie bladrollers (Tortricidae). De wetenschappelijke naam is voor het eerst geldig gepubliceerd in 1948 door Danilevsky.
De soort komt voor in Europa.